# أيومي هوري
أيومي هوري (بالإنجليزية: Ayumi Horie)‏ هي خزافة أمريكية، ولدت في 1969.